# جيمس سميث (سياسي أسترالي)
جيمس سميث (بالإنجليزية: James Smith)‏ هو سياسي أسترالي، ولد في 1887 في وينتورث في أستراليا، وتوفي في 2 نوفمبر 1962 في أستراليا. حزبياً، نشط في حزب العمال الأسترالي. وقد انتخب عضو الجمعية التشريعية نيو ساوث ويلز.